# Ieseu

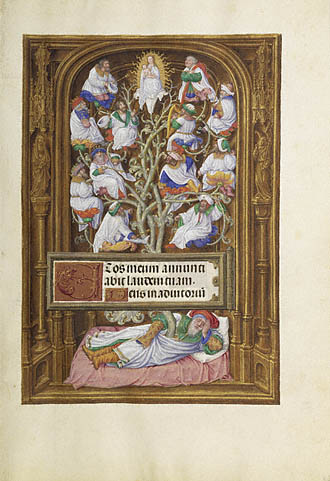
Arborele lui Ieseu, miniatură dintr-un manuscris flamand de la începutul sec. XVI, MS Ludwig IX 18, fol. 65

Ieseu (Iesei, Iese  sau Isai, în ebraică יִשַׁי , Ișai) este în Biblie tatăl regelui David. În artă, personajul este reprezentat drept rădăcina arborelui genealogic al lui Isus din Nazaret.

## Personajul înVechiul Testament
În Vechiul Testament Ieseu este pomenit în cartea Rut drept fiul lui Obed, în 1 Samuel, 16, drept betleemitul menit de Dumnezeu a fi tatăl noului domnitor al Israelului, înlocuindu-l pe regele Saul. Profetul Samuel îl alege dintre cei șapte fii ai lui Ieseu pe David, mezinul acestuia. Ieseu a avut conform Cronicilor fiii: Eliab, Abinadab, Șimea, Netaneel, Radai, Oțem și David. Cel din urmă îl va sluji pe Saul înainte de a ajunge rege, dar va trebui să fugă de mânia acestuia, ajungând până la urmă la Mițpe, în țara Moabului, unde îi va chema și pe părinții săi.
Sursele: Rut 4,22; 1 Samuel 16,1-23 și 22,3; 1 Cronici 2,13-16; Isaia 7,14, 11,1 și 10, 53,2.

## Arborele lui Ieseu
Arborele lui Ieseu este o temă des reprezentată în arta creștină, care ilustrează cu ajutorul unui arbore genealogic care iese din trupul lui Ieseu originea lui Hristos din casa regelui David. 

### Izvoare
Izvoarele acestei reprezentări se găsesc în Biblie. În evanghelia după Luca este menționată originea lui Iosif "din casa lui David" (1, 27). Îngerul Gavril îl numește pe Iosif "fiul lui David" (Matei 1, 20), și chiar Iisus este numit astfel la începutul cărții neamului său (Matei 1,1). Evanghelistul rezumă apoi:
"Deci, dela Avraam pînă la David, sînt patrusprezece neamuri de toate; dela David pînă la strămutarea în Babilon sînt patrusprezece neamuri; și dela strămutarea în Babilon pînă la Hristos, sînt patrusprezece neamuri." (Matei 1,17).
În Epistola către romani se întâlnește pentru prima oară imaginea unui arbore genealogic al Mântuitorului, derivată din profețiile din Numeri și din cartea lui Isaia privitoare la tulpina din care va apare Messia: 
"Din Iese va ieși o Rădăcină, care se va scula să domnească peste Neamuri; și Neamurile vor nădăjdui în El." (Romani 15,12).
Acest topos este folosit și în Apocalipsă: 
"Eu, Isus, am trimes pe îngerul Meu să vă adeverească aceste lucruri pentru Biserici. Eu sînt Rădăcina și Sămînța lui David, Luceafărul strălucitor de dimineață" (Apocalipsa 22,16).
Profeția lui Isaia 11,1:
"Apoi o Odraslă va ieși din tulpina lui Isai, și un Vlăstar va da din rădăcinile lui."
va fi des citată în textele patristice. Deja Sf. Iustin o comentează, în secolul al II-lea, făcând în același timp referire la pasajul din Numeri 24,17, în care se anunță înâlțarea unui toiag de cârmuire care va "străpunge laturile Moabului" și la interpretarea dată lui în Romani. Același pasaj din cartea lui Isaia îl va inspira pe Origen să o numească pe Maria "virgam et florem", "ramură și floare" a genealogiei casei lui David și "virga de radice Jesse" ("ramura rădăcinii lui Ieseu"). Aceste denumiri se bazează pe analogia dintre "virga", "ramură", și "virgo", "fecioară". Tertulian numește neamul lui Iisus "rădăcina lui Ieseu". Maria apare și la Tertulian drept "virga ex radice", Iisus drept "floare din ramură". Ieronim dezvoltă aceste idei despre tulpina lui Ieseu accentuând rolul Mariei în cadrul genealogiei. Argumentația sa pleacă de la profeția din Isaia 11,1 și dezvoltă analogii între proorocirea nașterii lui Iisus dintr-o fecioară în Isaia 7, 14, desemnarea iubitului din Cântarea Cântărilor drept "trandafir din Saron, un crin din văi" (2,1) și prefigurarea lui Iisus drept "un Lăstar care iese dintr-un pământ uscat" la Isaia 53,2. Chiril de Alexandria o numește ulterior pe Maria ca "ramură" drept însemn al împărăției lui Iisus . Aceste imagini se întâlnesc apoi des în scrierile patristice și sunt preluate ca topoi în imnurile latine. Din literatura imnică imaginea arborelui este preluată în piesele de teatru medievale despre profeți și în diverse texte liturgice cu referiri la prima parusie a lui Iisus. 
Jean Calvin apelează la imaginea din Isaia 11, 1 cu tulpina lui Ieseu tocmai pentru a combate teoria virginității Mariei, bazată în exegeza Părinților Bisericii pe ideea unei rădăcini sterpe a casei David. Reformatorul interpretează pasajul drept o subliniere a apariției nesperate a Mântuitorului din vița lui David. 
Lista surselor: 
- Noul Testament:Matei 1,1-17 (genealogia neamului lui Iisus de la Avraam până la Iisus) și 20; Luca 1,27, 3,23-37 (genealogia retrospectivă a neamului lui Iisus, de la Iisus până la Adam); Romani 15,12; Apocalipsa 22,16.
- Sf. Iustin Martirul: Prima apologie pentru Antoninus Pius, capitolul 33: Profeția patriarhului Iacob despre Hristos (v. Corpus apologetarum saeculi II, editat de J. C. Th. Otto, vol. 1, părțile 1 și 2, 1876-18793).
- Sf. Iustin Martirul: Dialogul cu iudeul Trifon, capitolele 86 și 87 (v. Iustin Martirul, Dialog cu iudeul Tryfon, în: Apologeți de limbă greacă, Editura Institutului Biblic și de Misiune al Bisericii Ortodoxe Române, București, 1997).
- Origen: Commentariorum in Evangelium Ioanis vol 1, com. 23; 36, în: Origen: Werke IV ed. de Erwin Preuschen, vol. 10 în: Die griechischen christlichen Schriftsteller der ersten 3 Jahrhunderte Leipzig 1903 (J.-P. Migne: Patrologia Graeca, 161 vol., Paris 1857-1866, vol. 14, col. 13-830).
- Origen: Homille in visionem Isaiae III, în: J.-P. Migne: Patrologia Graeca, 161 vol., Paris 1857-1866, vol. 13.
- Tertulian: De carne Christi 21, 5, în: Corpus Christianorum seu nova patrum collectio, Turnhout - Paris 1953 ss., vol. II 2, p. 871 ss., despre Ieseu p. 912.
- Ieronim: Commentario in Isaiae librum, 4, 11, în: J.-P. Migne: Patrologia Latina, 217 vol., Paris 1878-1890, vol. 24, col. 144 și 506.
- Chiril de Alexandria: Commentario in Isaiam Prophetam, com. II 1 c 11, în: J.-P. Migne: Patrologia Graeca, 161 vol., Paris 1857-1866, vol. 70, col. 310.
- Trudpertus: Acta Seculo XIII sub VVernhero II Abbate collecta, per monachum monasterii Trudpertini. Ex veteri MS. ipsius monasterii, liber II: De miraculis auctoris ætate factis, în: Acta sanctorum ed. de Johannes Bolland și Godefridus Henschenius, Bruxelles / Antwerpen 1643-1940 (Bază de date Acta sanctorum. The full text database, Cambridge [ș.a.]: Chadwyck-Healey, 1999- , ISBN: 	0-85964-416-2 online), 1.Apr. III, Dies 26.
- Jean Calvin: Commentaries, trad. și ed. de Joseph Haroutunian, Philadelphia 1958 (=The Library of Christian Classics XXIII).

### Reprezentările în artă

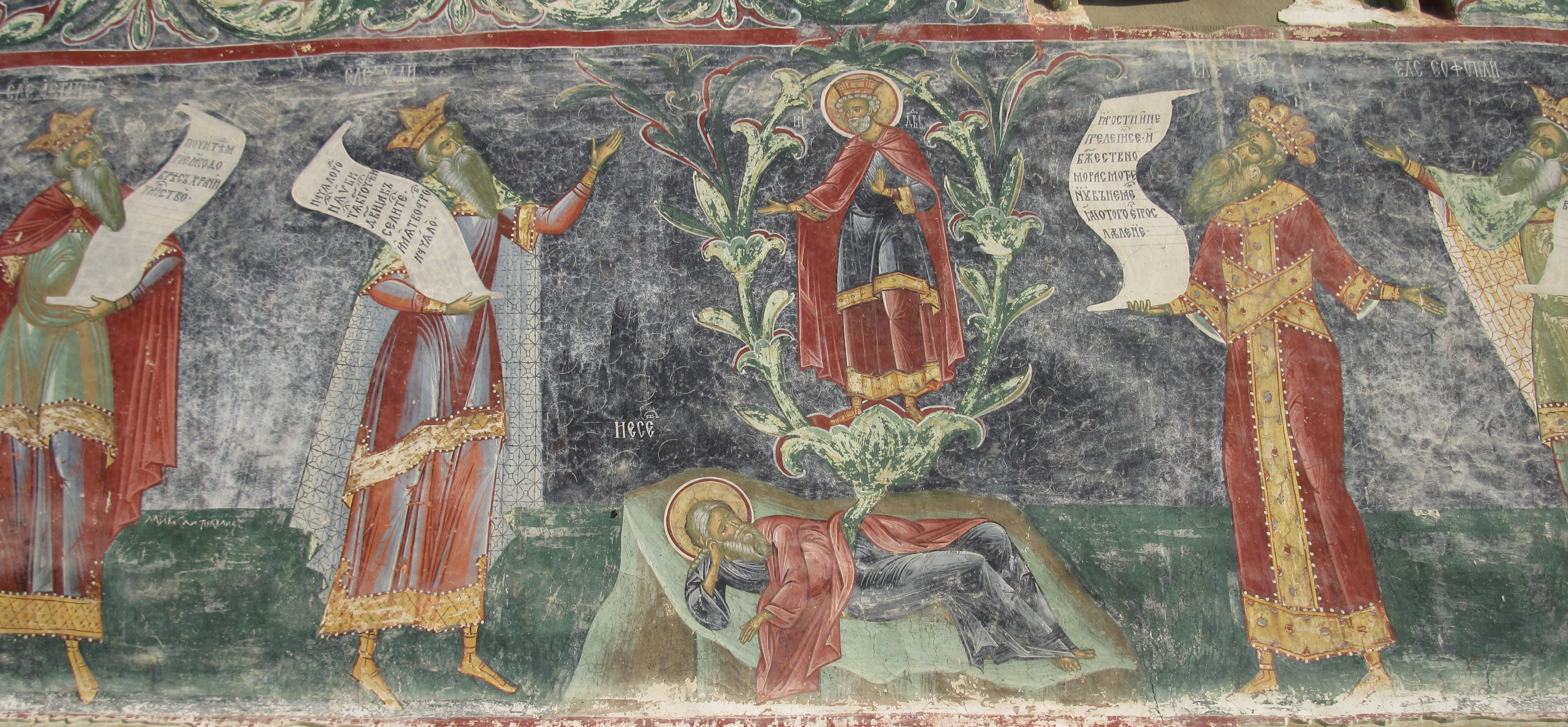
Ieseu și David, la baza arborelui genealogic al lui Isus, Mănăstirea Sucevița, sec. al XVI-lea

În arta bizantină reprezentările s-au orientat inițial după un canon, așa cum reiese din Manualul de pictură de pe Muntele Atos. Pictura murală ține însă doar parțial seama de reglementările transmise prin acea Ermhneia.
O inițialǎ îi reprezintă pe Isus din Nazaret și pe Maria, susținuți de ramurile unui arbore care iese din trupul lui Ieseu într-o inițială de pe la 1200-1215 de pe folio 4r a manuscrisului “Liber Scivias” de Hildegard von Bingen, Cod. Sal. X 16 a Bibliotecii Universitare din Heidelberg. Același arbore e reprezentat, cu mult mai multe ramuri, care formează medalioane cu busturile profeților, în Biserica Sfânta Margareta din Mediaș..